# بيار شارل
ولد في 3 يوليو 1883 م في بروكسل بألمانيا وتوفى في 11 فبراير 1954 في بلجيكا. كان كاهن يسوعى بلجيكى وفيلسوفاً ولاهوتي